# DeWitt megye (Illinois)
De Witt megye az Amerikai Egyesült Államokban, azon belül Illinois államban található. Megyeszékhelye és legnagyobb városa Clinton. Lakosainak száma 15 516 fő (2020. április 1.).

## Szomszédos megyék
- McLean megye (észak)
- Piatt megye (kelet)
- Macon megye (dél)
- Logan megye (nyugat)

## Népesség
A megye népességének változása:
| Lakosok száma | 16 575 | 16 537 | 16 484 | 16 420 | 16 247 | 15 516 |
|               | 2010   | 2011   | 2012   | 2013   | 2015   | 2020   |